# Kościół św. Michała Archanioła w Gniewoszowie
Kościół św. Michała Archanioła w Gniewoszowie – zabytkowy kościół we wsi Gniewoszów (powiat kłodzki).
Kościół ewangelicki, obecnie rzym.-kat., filialny parafii Wniebowzięcia Najświętszej Maryi Panny w Różance z XVI w. przebudowany w drugiej połowie XVIII w.